# بيدرو خيمينيز ليون
بيدرو خيمينيز ليون (بالإسبانية: Pedro Jiménez León)‏ هو محامي وسياسي مكسيكي، ولد في 14 فبراير 1958 في المكسيك. حزبياً، نشط في Convergence ‏. وقد انتخب عضو مجلس النواب المكسيك.